# Чистое (озеро, Ярославская область)
Чистое — озеро в Некрасовском районе Ярославской области России. Площадь водоёма — 4,36 км². С юга в озеро впадает, а с севера вытекает река Чёрная (приток Волги); с запада в озеро впадает ручей Палочный. С севера от озера расположено село Чёрная Заводь; южные берега заболочены, далее — посёлок Песочное.

## Данные водного реестра
По данным государственного водного реестра России относится к Верхневолжскому бассейновому округу, водохозяйственный участок реки — Волга от Рыбинского гидроузла до города Кострома, без реки Кострома от истока до водомерного поста у деревни Исады, речной подбассейн реки — Волга ниже Рыбинского водохранилища до впадения Оки. Речной бассейн реки — (Верхняя) Волга до Куйбышевского водохранилища (без бассейна Оки).
Код объекта в государственном водном реестре — 8010300211110000005719.